# 天主教埃納雷斯堡教區
天主教埃納雷斯堡教區（拉丁語：Dioecesis Complutensis）是西班牙一個羅馬天主教教區，屬馬德里總教區。
教區位於馬德里自治區東部。教區5世紀成立，9世紀撤銷。現代教區於1991年7月23日重新成立。1997年10月18日成立教區修道院。2007年，在當地706,629人口中，有教友651,540人，佔轄區總人口92.2%、92個堂區、207名司鐸、4名執事、119名修士、317名修女。現任教區主教為若望·雷格·普拉。

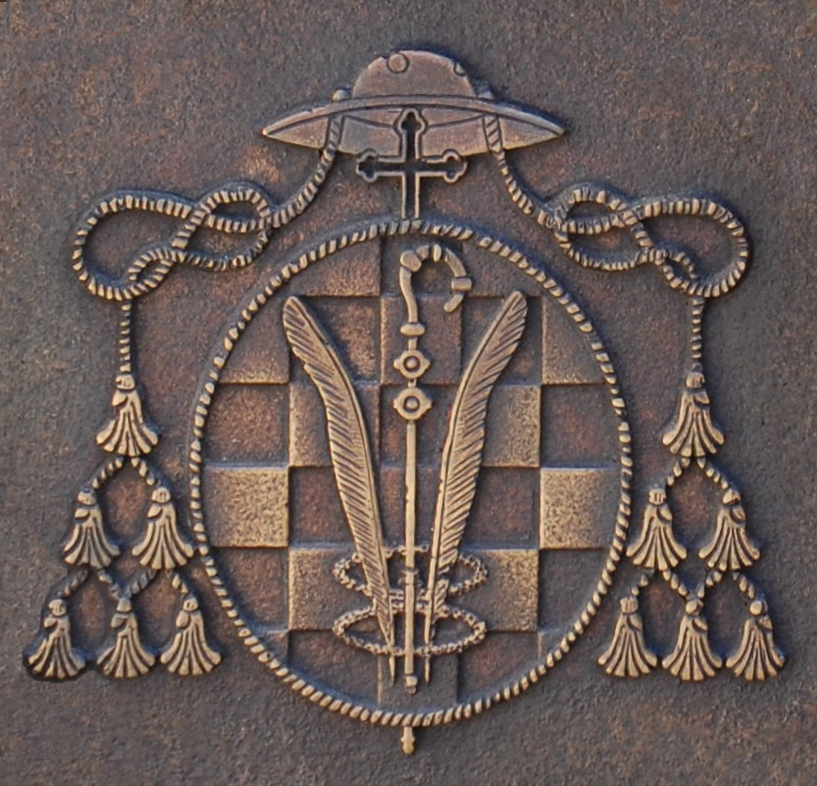
埃斯庫多